# John Harley
John Harley hiszp. Juan Harley (ur. 5 maja 1886 w Glasgow, zm. 15 maja 1960 w Montevideo) – urugwajski piłkarz i trener, grający podczas kariery na pozycji pomocnika.

## Kariera klubowa
John Harley urodził się w Glasgow. W 1906 będąc pracownikiem brytyjskich kolei został inżynierem kolejnictwa. W tym samym roku wyjechał do Argentyny, gdzie został pracownikiem kolei. W tym samym roku rozpoczął grę w klubie Ferro Carril Oeste. W 1909 wyjechał do Urugwaju, gdzie został pracownikiem tamtejszych kolei. W 1909 został zawodnikiem CURCC Montevideo. Z CURCC zdobył mistrzostwo Urugwaju w 1911. Po przekształceniu CURCC w Peñarol, Harley kontynuował grę w tym klubie. Z Peñarolem zdobył mistrzostwo Urugwaju w 1918. Karierę zakończył w 1920.

## Kariera reprezentacyjna
W reprezentacji Urugwaju Harley występował w latach 1906-1913. W reprezentacji zadebiutował 19 września 1909 w zremisowanym 2-2 meczu z Argentyną, którego stawką było Copa Newton.
W 1910 został powołany na pierwszą, jeszcze nieoficjalną edycję Mistrzostw Ameryki Południowej, który wówczas nazywał się Copa Centenario Revolución de Mayo 1910. Na turnieju w Buenos Aires Harley wystąpił w meczu z Chile. Ostatni raz w reprezentacji Brown wystąpił 1 października 1916 w przegranym 2-7 meczu z Argentyną, którego stawką było Trofeo Circular. Ogółem w barwach celestes wystąpił w 17 meczach (dwóch spotkaniach pełnił rolę kapitana).
| Mecze i gole w reprezentacji | Mecze i gole w reprezentacji | Mecze i gole w reprezentacji | Mecze i gole w reprezentacji | Mecze i gole w reprezentacji | Mecze i gole w reprezentacji | Mecze i gole w reprezentacji |
| #                            | Data                         | Miasto                       | Przeciwnik                   | Gol                          | Wynik                        | Rozgrywki                    |
| ---------------------------- | ---------------------------- | ---------------------------- | ---------------------------- | ---------------------------- | ---------------------------- | ---------------------------- |
| 1.                           | 19.09.1909                   | Montevideo                   | Argentyna                    |                              | 2:2                          | Copa Newton                  |
| 2.                           | 29.05.1910                   | Buenos Aires                 | Chile                        |                              | 3:0                          | Copa Centenario              |
| 3.                           | 13.11.1910                   | Montevideo                   | Argentyna                    |                              | 1:1                          | Gran Premio                  |
| 4.                           | 13.11.1910                   | Montevideo                   | Argentyna                    |                              | 1:1                          | Gran Premio                  |
| 5.                           | 17.09.1911                   | Montevideo                   | Argentyna                    |                              | 2:3                          | Copa Newton                  |
| 6.                           | 08.10.1911                   | Montevideo                   | Argentyna                    |                              | 1:1                          | Gran Premio                  |
| 7.                           | 22.10.1911                   | Buenos Aires                 | Argentyna                    |                              | 0:2                          | Gran Premio                  |
| 8.                           | 29.10.1911                   | Montevideo                   | Argentyna                    |                              | 3:0                          | Gran Premio                  |
| 9.                           | 05.10.1913                   | Montevideo                   | Argentyna                    |                              | 1:0                          | Gran Premio                  |
| 10.                          | 26.10.1913                   | Montevideo                   | Argentyna                    |                              | 1:0                          | Copa Newton                  |
| 11.                          | 30.08.1914                   | Montevideo                   | Argentyna                    |                              | 3:2                          | Gran Premio                  |
| 12.                          | 13.09.1914                   | Buenos Aires                 | Argentyna                    |                              | 1:2                          | Gran Premio                  |
| 13.                          | 18.07.1915                   | Montevideo                   | Argentyna                    |                              | 2:3                          | Gran Premio                  |
| 14.                          | 12.09.1915                   | Montevideo                   | Argentyna                    |                              | 2:0                          | Copa Newton                  |
| 15.                          | 18.07.1916                   | Montevideo                   | Brazylia                     |                              | 0:1                          | towarzyski                   |
| 16.                          | 15.08.1916                   | Avellaneda                   | Argentyna                    |                              | 1:3                          | Copa Newton                  |
| 17.                          | 01.10.1916                   | Avellaneda                   | Argentyna                    |                              | 2:7                          | Trofeo Circular              |

## Kariera trenerska
Jeszcze podczas kariery piłkarskiej Harley został trenerem. Podczas gry w reprezentacji w latach 1910, 1915-1916 siedmiokrotnie pełnił rolę grającego-trenera reprezentacji. W latach 20. i 1942 był trenerem Peñarolu.